# Щитошийний стовбур
Щитошийний стовбур  (лат. truncus thyrocervicalis) — це судина, що відходить від підключичної артерії в ділянці медіального краю переднього драбинчастого м'яза, дистально до хребетної артерії та проксимально до реберношийного стовбура.

## Гілки щитошийного стовбура
Довжина щитошийного стовбура становить 3-4 мм, що дозволяє дати початок 4 іншим судинам (див. нижче).

### Нижня щитоподібна артерія
Arteria thyroidea inferior є найбільшою серед інших похідних щитошийного стовбура. Дане анатомічне утворення відходить догори на 3-4 мм, потім прямує медіально та вниз позаду загальної сонної артерії. Кровопостачає нижній полюс щитоподібної залози, гортань, стравохід та трахею.

### Висхідна шийна артерія
Arteria cervicalis ascendens відгалужується від щитошийного стовбура між нижньою щитоподібною та поверхневою шийною артеріями або, як анатомічноий варіант, від нижньої щитоподібної артерії. Кровопостачає глибокі м'язи ший та спинний мозок.

### Надлопаткова артерія
Arteria suprascapularis відходить латерально від щитошийного стовбура, проходить попереду від переднього драбинчатого м'яза дозаду від ключиці, проникаючи до надостьової і підостьової ямок через вирізку лопатки. Кровопостачає м'язи лопатки, плечьовий суглоб.

### Поперечна артерія шиї
Arteria cervicalis transfersa відходить латерально від щитошийного стовбура, йде до заду, у вертикальній площині над нижнім черевцем лопатково-під'язикового м'яза до переднього краю трапецієподібного м'яза. Розгалужується на поверехневу та глибоку гілки.